# Benny Goodman
Benjamin David „Benny” Goodman (ur. 30 maja 1909 w Chicago, zm. 13 czerwca 1986 w Nowym Jorku) – amerykański muzyk jazzowy, klarnecista, zwany „Królem Swingu”.

## Życiorys
Urodził się w Chicago w rodzinie ubogich żydowskich emigrantów z Imperium Rosyjskiego; syn Davida Goodmana, krawca z Warszawy, i Dory Grisinskiej pochodzącej z Kowna. Nauczył się grać na klarnecie, uczęszczając na zajęcia dobroczynnego klubu muzycznego dla chłopców. Już jako młodzieniec stał się wirtuozem i grał zawodowo w różnych zespołach. Na jego styl gry duży wpływ wywarli klarneciści uprawiający jazz nowoorleański, tacy jak Johnny Dodds, Leon Roppolo czy Jimmie Noone.
Jako 16-latek Goodman dołączył do jednego z lepszych chicagowskich zespołów jazzowych, The Ben Pollack Orchestra. W 1926 dokonał z nim swych pierwszych nagrań. Dwa lata później zaczął już nagrywać pod własnym nazwiskiem.
Pod koniec lat 20. wyjechał do Nowego Jorku i do początku lat 30. pracował jako muzyk sesyjny, zdobywając znakomitą renomę. Grał ze znanymi amerykańskimi zespołami Reda Nicholsa, Ishama Jonesa i Teda Lewisa, a w 1932 stworzył własny band. W 1934 zgłosił się na przesłuchania do programu radiowego Let’s Dance. Co tydzień potrzebował do niego nowych utworów, w związku z czym jego przyjaciel, John Hammond, podsunął mu pomysł odkupienia nut od Fletchera Hendersona – lidera najpopularniejszego nowojorskiego afroamerykańskiego bandu jazzowego lat 20. i 30.
Połączenie dobrych utworów Hendersona z obyciem muzycznym zespołu i solidnym warsztatem samego Goodmana uczyniły z niego wschodzącą gwiazdę w połowie lat 30. Jednak dopiero występ w sali balowej Palomar w Los Angeles 21 sierpnia 1935 przyniósł mu narodową sławę. Nagrania radiowe w Nowym Jorku nadawane były zbyt późno, by przyciągnąć szeroką publiczność na Wschodnim Wybrzeżu, lecz tamtej nocy w Kalifornii po raz pierwszy witał Goodmana rozentuzjazmowany tłum. Wydarzenie zostało nagłośnione na cały kraj i uczyniło zespół Goodmana sławnym w przeciągu jednej nocy. Niektórzy krytycy podają tę datę jako początek Ery swingu.
Mówi się, że Benny Goodman osiągnął podobny sukces w dziedzinie jazzu i swingu jak Elvis Presley – rock and rolla. Obaj spopularyzowali czarną muzykę wśród młodej białej publiczności. Prawdą jest, że wiele aranżacji Goodmana było granych wcześniej przez lata przez orkiestrę Fletchera Hendersona. Mimo że Goodman publicznie okazywał swą wdzięczność Hendersonowi, wielu młodych fanów swingu nigdy nie słyszało jego orkiestry. Trzeba przyznać, że sam Goodman nie był jedynie odtwórcą. Był klarnecistą o umiejętnościach wirtuozerskich, dużej kreatywności i jednym z najbardziej nowatorskich muzyków jazzowych czasów poprzedzających erę bebopu.
Goodman przyczynił się także do znaczącego kroku w integracji rasowej w Ameryce. We wczesnych latach 30. biali i czarni muzycy nie mogli wspólnie występować w większości klubów i na koncertach. W stanach południowych segregacja rasowa była wymuszona dyskryminującym kodeksem prawnym. Benny Goodman zerwał z tą tradycją, zatrudniając do swego trio – obok perkusisty Gene’a Krupy, Amerykanina polskiego pochodzenia – czarnoskórego Teddy’ego Wilsona. W 1936 do zespołu doszedł wibrafonista Lionel Hampton, a w 1940 pionier gitary elektrycznej, Charlie Christian (wraz z członkami zespołów, z którymi grywał wcześniej), który zmarł na gruźlicę dwa lata później. Sława Goodmana była tak wielka, że nie miał on finansowej potrzeby koncertowania w południowych stanach, w których większość muzyków jego zespołu zostałaby natychmiast aresztowana z powodu rasistowskiego prawa.
Goodman poznał Alice Hammond Duckworth, siostrę swego przyjaciela Johna Hammonda. Po około trzymiesięcznym spotykaniu się, para wzięła ślub 14 marca 1942. Mieli dwie córki – Benjie i Rachel.
Zależnie od tego, z kim się rozmawia, Goodman był określany jako „wymagający przełożony” lub „arogancki służbista”. Wielu muzyków wspominało o „promieniowaniu”, charakterystycznym spojrzeniu Goodmana, którym obrzucał muzyka nie spełniającego jego wymagań podczas gry. Opowiadali także o nieznośnym skąpstwie artysty, który liczył się z każdym centem, jak za czasów młodości, gdy doświadczał biedy, mimo że dawno osiągnął sławę i bogactwo.
Aż do końca lat 30. miał miejsce ciągły wzrost popularności Goodmana, wraz z jego trio, później kwartetem i sekstetem. 16 stycznia 1938 jego zespół dał słynny koncert w Carnegie Hall. Do połowy lat 40. nastąpił kryzys popularności big bandów. Niektóre przyczyny to służba wojskowa części utalentowanych muzyków, podejmowanie przez nich lepiej płatnej pracy w fabrykach, racjonowanie paliwa i opon podczas II wojny światowej, ograniczenie zysków agentów do 15%, co uczyniło bardziej opłacalną promocję małych grup, wreszcie – pojawienie się wschodzących gwiazd wokalnych, takich jak Frank Sinatra.
Goodman nadal nagrywał płyty i grał z małymi zespołami. Co jakiś czas składał nową grupę i występował na jazzowych festiwalach lub jechał w międzynarodową trasę. Grał aż do swej śmierci w Nowym Jorku w 1986. Pochowany jest na cmentarzu Long Ridge w Stamford w stanie Connecticut.

## Dyskografia
Wybrane płyty długogrające Benny Goodmana z lat 50., 60., 70. i 80.:
- 1949 – The Benny Goodman Session
- 1950
  - Let’s Hear the Melody
  - Live at Carnegie Hall (1938) 2-płytowy album (23 utwory nagrane 1938.01.16, czas: 99'36")
  - Session for Six (8 utworów nagranych 1947.04-1949.04)
- 1951.04.01 – The Benny Goodman Trio Plays
- 1951 – Goodman & Teagarden
- 1952.05.07 – Easy Does It
- 1952 – The Benny Goodman Trio (nagrano: 1947.11.07-17)
- 1953.10.07 – The Benny Goodman Touch
- 1953 – The Benny Goodman Band
- 1954
  - B.G. in Hi-Fi (20 utworów, 63'34")
  - For the Fletcher Henderson Fund
  - The New Benny Goodman Sextet
- 1955.08
  - The Benny Goodman Story, Vols. 1-2 [Decca] 2-płytowy album (20 utworów, 72'48")
  - The Benny Goodman Story, Vol. 1 [Decca] (12 utworów, 37'10")
  - The Benny Goodman Story, Vol. 2 [Decca] (nagrano: 1955.08)
- 1955 – With Charlie Christian
- 1956
  - Benny at the Ballroom
  - Benny Goodman Combos
  - The Benny Goodman Six
  - Date with the King (6 utworów nagranych 1955.11-12)
  - The Great Benny Goodman (11 utworów)
  - Mostly Sextets
  - Trio Quartet Quintet (12 utworów, 40'10")
  - The Vintage Benny Goodman
- 1957 – Peggy Lee Sings with Benny Goodman (nagrania z lat 40., ~30')
- 1958.05
  - Benny in Brussels, Vol. 1 (koncert podczas Wystawy Światowej w Brukseli)
  - Benny in Brussels, Vol. 2
- 1958.11 – Happy Session (17 utworów, 72'10")
- 1958 – Brussels, 1958 (9 utworów, 49'30")
- 1958 – Benny Rides Again (11 utworów, 37'31")
- 1958 – Benny Goodman Plays World Favorites in High Fidelity (nagrano podczas Wystawy Światowej w Brukseli)
- 1959.02.19 – Benny in Brussels (20 utworów, 78'34")
- 1959.10 – In Stockholm 1959 (18 utworów, 74'33")
- 1959.11.26 – The Benny Goodman Treasure Chest
- 1960.12 – Kingdom of Swing
- 1964.02.25 – Made in Japan
- 1964.11 – Hello, Benny (10 utworów, 30'33")
- 1964 – Together Again! 1963 Reunion with Lionel Hampton, Teddy Wilson & Gene Krupa (10 utworów, 40'50")
- 1966.05 – Meeting at the Summit
- 1967 – Listen to the Magic (12 utworów, 37'50")
- 1969.10.27 – London Date (11 utworów)
- 1969 – Let’s Dance Again (nagrano: 1969.10-11)
- 1970.02 – Live in Stockholm 1970 2-płytowy album (20 utworów)
- 1971 – Benny Goodman Today 2-płytowy album (20 utworów, 88'44")
- 1972.03.13 – On Stage 2-płytowy album
- 1973.12.08 – The King Swings (11 utworów, 43'32")
- 1982 – Seven Comes Eleven
- 1986 – Take It to the Limit